# Lingua ignota

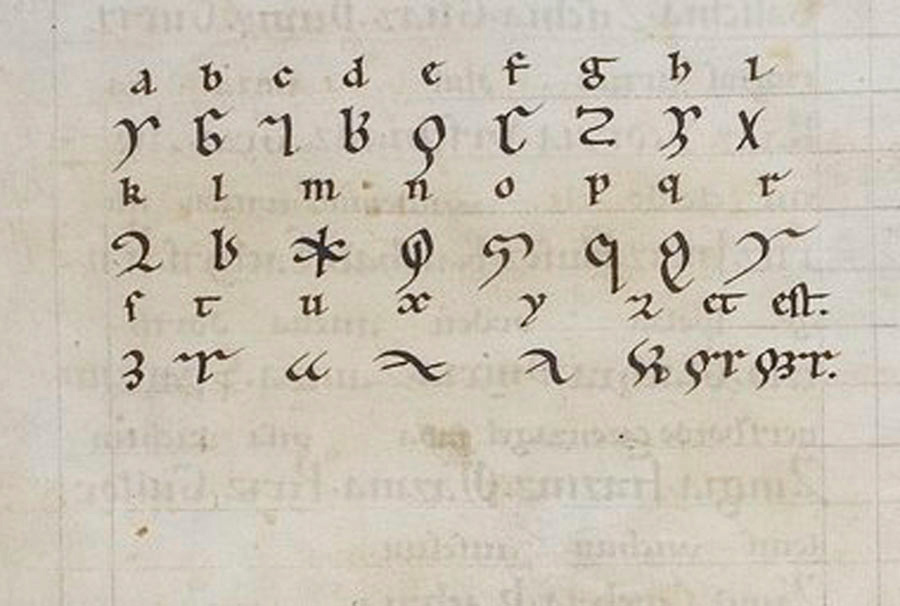
Las veintitrés litterae ignotae de Hildegard de Bingen.

La lingua ignota fue una lengua descrita en el siglo XII por la abadesa de Rupertsberg, Hildegarda de Bingen, quien aparentemente la empleaba con fines místicos. Para escribirla, empleaba un alfabeto de veintitrés letras, las litterae ignotae.

## Texto de muestra

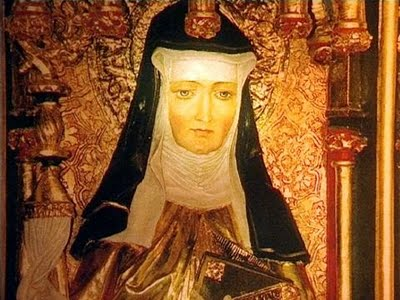
Hildegard de Bingen, creadora de la lingua ignota.

La santa abadesa describió parcialmente la lengua en un trabajo titulado Lingua Ignota per simplicem hominem Hildegardem prolata, que supervivió en dos manuscritos. El propósito por el que esta lengua fue creada sigue siendo desconocido, pero parece ser la primera lengua construida de la historia.
El único texto remanente en este idioma es el siguiente corto pasaje, escrito principalmente en latín con algunas palabras en esta lengua:

O orzchis Ecclesia, armis divinis praecincta, et hyacinto ornata, tu es caldemia stigmatum loifolum et urbs scienciarum. O, o tu es etiam crizanta in alto sono, et es chorzta gemma.
O Iglesia del mundo, armada de la mano divina, y embellecida por jacintos, tú eres el bálsamo de la gente y de la ciudad de las ciencias. Oh, o tú eres también adornada en música sublime, y eres gema brillante.

## Parecido
Estudiosos como D'Ambrosio afirman que la lingua ignota de Hildegarda de Bingen puede estar relacionada con la lengua romance del Mosela, aunque lo de Hildegarda parece ser un latín medieval inventado. En efecto, palabras de esta lingua de Hildegarda, como «loifolum» parecida al italiano «la folla» (o sea, ‘la gente’ en español), muestran claramente un origen neolatino. 
Cabe señalar que santa Hildegarda, en sus viajes de predicación, estuvo en el valle del río Mosela (actual Renania-Palatinado, Alemania) en los últimos años de existencia comprobada de esta lengua romance. En efecto la lengua desaparece en los alrededores de Tréveris (y quizás también en Estrasburgo) durante los años de vida y de predicación de la santa.